# Elezioni presidenziali in Mali del 2013
Le elezioni presidenziali in Mali del 2013 si tennero il 28 luglio (primo turno) e l'11 agosto (secondo turno).

## Risultati
| Candidati              | Partiti                                                 | I turno   | I turno | II turno  | II turno |
| Candidati              | Partiti                                                 | Voti      | %       | Voti      | %        |
| ---------------------- | ------------------------------------------------------- | --------- | ------- | --------- | -------- |
| Ibrahim Boubacar Keïta | Raggruppamento per il Mali                              | 1 222 657 | 39,83   | 2 354 693 | 77,61    |
| Soumaïla Cissé         | Unione per la Repubblica e la Democrazia                | 605 901   | 19,74   | 679 258   | 22,39    |
| Dramane Dembélé        | Alleanza per la Democrazia in Mali                      | 298 748   | 9,73    |           |          |
| Modibo Sidibé          | Forze Alternative per il Rinnovamento e l'Emergenza     | 151 801   | 4,95    |           |          |
| Housseini Amion Guindo | Convergenza per lo Sviluppo del Mali                    | 144 336   | 4,70    |           |          |
| Oumar Mariko           | Solidarietà Africana per la Democrazia e l'Indipendenza | 74 706    | 2,43    |           |          |
| Choguel Kokalla Maïga  | Movimento Patriottico per il Rinnovamento               | 71 458    | 2,33    |           |          |
| Cheick Modibo Diarra   | Raggruppamento per lo Sviluppo del Mali                 | 64 829    | 2,11    |           |          |
| Jamille Bittar         | Partito per lo Sviluppo Economico e la Solidarietà      | 54 530    | 1,78    |           |          |
| Mountaga Tall          | Congresso Nazionale per l'Iniziativa Democratica        | 47 405    | 1,54    |           |          |
| Moussa Mara            | Partito del Cambiamento                                 | 46 869    | 1,53    |           |          |
| Mamadou Bakary Sangare | Convenzione Social Democratica                          | 32 951    | 1,07    |           |          |
| Altri                  | -                                                       | 253 179   | 8,25    |           |          |
| Totale                 | Totale                                                  | 3 069 370 | 100     | 3 033 951 | 100      |